# Розграбування Рима вандалами (455)
Розграбування Рима вандалами – події у Римі, які відбулися 2–15 червня 455 року, коли вандали на чолі з Гейзеріхом після тривалої облоги захопили Рим.
Після сходження на римський трон Петронія Максима його дружина Євдоксія закликала Гейзеріха, короля вандалів і аланів, обложити Рим. Слабке на той час місто, яке ще й позбулося імператора, не змогло довго опиратися і швидко здалося.
Місто було з небаченою жорстокістю розграбовано і сплюндровано. Вандали грабували Вічне місто 14 днів, після чого відпливли до Карфагену.
Вважається, що саме ця подія дала початок терміну «вандалізм».

## Передісторія

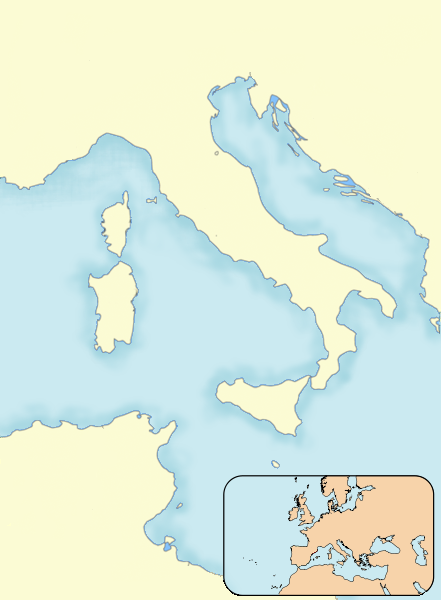

Наприкінці IV століття германське плем'я вандалів під тиском готів і гунів рушило з місць свого проживання в Паннонії (придунайська провінція) на захід. В 406 році вандали в союзі з племенами аланів і свевів увірвалися в римську провінцію Галлію, розорили її і в 409 році захопили Іспанію.
Під тиском вестготів в 429 році вандали з аланами під керівництвом короля Гейзеріха переправилися через Гібралтар в Північну Африку, де почали успішні війни з римським намісником та військами Візантії, надісланими йому на допомогу. В 439 році вандали, порушивши мирний договір, захопили у римлян Карфаген, що став їхньою столицею. З цього року відраховується існування королівства вандалів і аланів, визнаного в 442 році імператором Валентиніаном III за новим мирним договором, якого дотримувався Гейзеріх аж до вбивства Валентиніана.
Королівство вандалів і аланів було серйозною загрозою для Риму з 429 року. Та поки існувала держава гуннів, вони були союзниками. Коли ж її не стало, вандали почали шукати привід для нападу.
Найбільш докладно про переворот в Римі, який призвів до набігу вандалів, політичної нестабільності імперії і в результаті її зникнення, розповів автор VII ст. Іоанн Антіохійський по які дійшов до нас твору Пріска, візантійського дипломата та історика середини V ст.
Римський сенатор Петроній Максим, позначений двома консульствами, був принижений і ображений імператором Валентиніаном III. Імператор виграв в грі у кістки у Максима його перстень і послав цей перстень з довіреною людиною до дружини Максима, наказавши від його імені з'явитися в палац до чоловіка. У палаці Валентиніан згвалтував нічого не підозрюючу жінку. Максим ніяк не проявив свого гніву, але таємно став готувати помсту.
Першим кроком до помсти, у викладі Іоанна Антіохійського, стало вбивство у вересні 454 р. прославленого полководця Аеція, який розгромив орди Аттіли в 451 р. Вплив Аеція зріс настільки, що став видаватись загрозливим підозрілому Валентиніану, в чому його постарався переконати Максим. Імператор викликав полководця до палацу, де несподівано напав на нього з мечем в руках. Після того, як Валентиніан за допомогою довіреного євнуха Іраклія зарубав Аеція, він запитав у однієї людини: «Чи не правда, смерть Аеція прекрасно виконана?» Той відповів: «Прекрасно чи ні, я не знаю. Але я знаю, що ви лівою рукою відрубали собі праву».
Наступним кроком до помсти стало вбивство самого імператора. Хоча Іоанн Антіохійський звинувачує в організації змови Максима, безпосередній свідок подій Проспер Аквітанський зазначає в своїй хроніці лише те, що Максим зробив згодом вбивцям Валентиніана дружній прийом. Гот Оптіла, що служив під керівництвом Аеція і був відданий йому, зарубав імператора Валентиніана III. У імператора не було синів або визнаних спадкоємців, після смерті Аеція не було і командувача всіма арміями, чим скористався Максим. За допомогою підкупу він домігся проголошення його імператором 17 березня 455 року.

## Покликання вандалів
Легітимність влади Петронія Максима була під питанням, тому він всього через кілька днів після проголошення імператором одружився з августою Ліцинією Євдоксією, вдовою Валентиніана III. За свідченням Проспера Аквітанського він змусив Євдоксію до шлюбу. Іоанн Антіохійський пише, що Максим навіть погрожував їй смертю. За допомогою вона звернулася до короля вандалів Гейзеріха. Прокопій передав цю історію так:

«І ось якось, перебуваючи з Євдоксією на ложі, він сказав їй, що все це зробив через любов до неї. Євдоксія, сердилася на Максима і раніше, й бажала помститися за його злочин проти Валентиніана, тепер від його слів ще сильніше скипіла на нього гнівом, і слова Максима, що через неї сталося це нещастя з її чоловіком, спонукали її до змови. 

Як тільки настав день, вона відправила в Карфаген послання, просячи Гізеріха помститися за Валентиніана, убитого безбожним чоловіком, негідним ні його самого, ні його царського звання, і звільнити її, що терпить безчестя від тирана. Вона наполегливо твердила, що йому як другу і союзнику, так як скоєно настільки великий злочин по відношенню до царського дому, було б негідно і несправедливо не опинитися месником. Вона вважала, що із Візантії їй нічого чекати допомоги і помсти, оскільки Феодосій [батько Євдоксії] вже закінчив дні свого життя і царство перейняв Маркіан».

Версії про покликання варварів в різні частини імперії були популярні серед істориків V століття. Вторгнення вандалів в Галлію в 406 році пояснювалося покликанням їх туди римським полководцем Стиліхоном, вторгнення вандалів в 429 році у Північну Африку — покликанням їх римським намісником Боніфацієм, похід гунів на Західну Римську імперію — покликанням Аттіли сестрою імператора Гонорією. Імовірно, що версію про покликання Євдоксією вандалів до Риму озвучив Пріск, а пізніше з його слів дане твердження було підхоплено пізнішими візантійськими істориками. Свідок подій Проспер Аквітанський не згадує про це, але його сучасник іспанський єпископ Ідацій вже знав про ці версії, назвавши їх «дурними чутками». Сучасні історики припускають можливість такого розвитку подій, ґрунтуючись на повідомленні Ідація про те, що Максим побажав одружити свого сина Палладія з дочкою Валентиниана. Оскільки одна з його дочок Плацидія була вже була у шлюбі зі знатним римлянином Олібрієм, то мова може йти про іншу дочку — Євдокію, яка за пропозицією Аеція була заручена з сином Гейзеріха. Таким чином, Гейзеріх був особисто зацікавлений в поваленні узурпатора Максима. Прокопій висловив думку, що Гейзеріх відправився в набіг на Рим лише з метою пограбування.

## Облога і розграбування

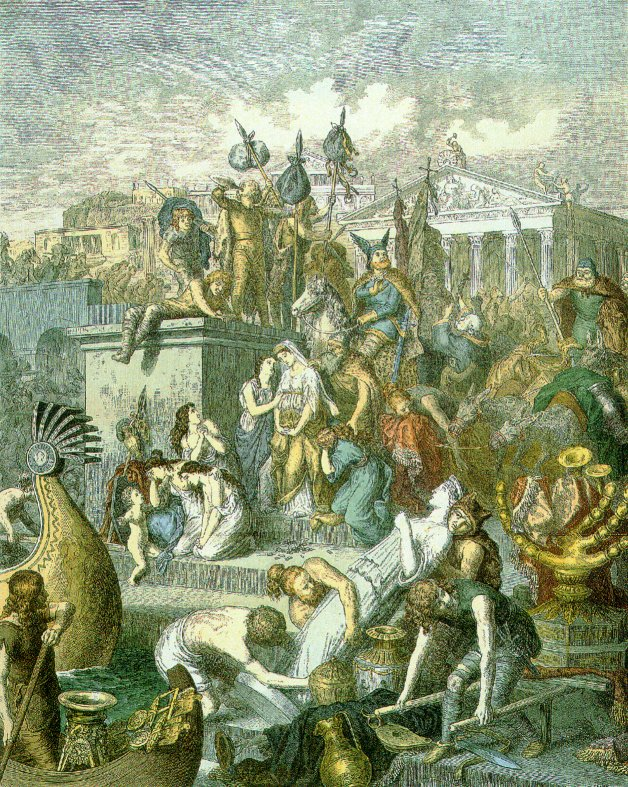
Пограбування Риму вандалами. Ілюстрація Г. Лейтманна.

Рим дізнався про експедицію Гейзеріха заздалегідь. У місті зчинилася паніка, в ході якої імператор Петроній Максим, що проправив менш, ніж 3 місяці, був убитий. Проспер Аквітанський коротко і, мабуть, найбільш точно описав загибель Максима:

«Було оголошено про наближення короля Гейзеріха з Африки, і коли натовпи в паніці кинулися з міста, коли він [Максим] в страху також хотів бігти, дозволивши бігти всім іншим, він був зарізаний імператорськими рабами на його 77-й день правління. Його розірване на частини тіло було кинуто в Тибр, і він залишився без могили».

77-й день правління відповідає 31 травня або 1 червня 455 року, загальноприйнятою є перша дата.
Поет з Галлії Сідоній Аполлінарій завдяки родинним зв'язкам був добре обізнаний про становище в Римі. В одному з листів він змалював ситуацію, в якій опинився імператор Максим: 

«Він знайшов себе безвладним правителем ненадійною свити, оточений заколотами легіонерів, занепокоєнням населення, хвилюваннями серед союзників-варварів…»

Сідоній також натякнув, що хвилювання в народі були викликані якимось воєначальником — бургундом, а Йордан назвав ім'я римського солдата Урса, який убив Максима.
Хроніст VI століття Віктор Тунунський повідомив, що Гейзерих зайняв Рим на 3-й день після загибелі Максима, грабував його протягом 14 днів і відвіз в Карфаген тисячі полонених. Короля вандалів у міській брамі зустрів папа Лев I і вмовив пощадити місто від підпалів, а жителів від тортур і вбивств. Проспер Аквітанський, безпосередній свідок падіння Риму, зазначив у своїй хроніці:

«коли все підкорилося його владі, [Гейзерих] утримався від вогню, різанини та страт. Отже, протягом наступних чотирнадцяти днів, в ході безперешкодних і вільних пошуків, Рим був позбавлений всіх своїх багатств, а також разом з царицею [Євдоксією] і її дітьми в Карфаген були уведені багато тисяч полонених.»

Руйнування Риму відрізнялося від більш раннього пограбування готським вождем Аларіхом в 410 році своїм планомірним і методичним характером. Прокопій перерахував здобич вандалів:

«Гізер взяв в полон Євдоксію з її дочками від Валентиніана, Євдокією і Плацидією, і навантаживши на кораблі величезну кількість золота та інших царських скарбів, відплив в Карфаген, забравши з палацу і мідь, і все інше. Він пограбував і храм Юпітера Капітолійського і зняв з нього половину даху. Цей дах був зроблений з найкращої міді і покритий густим шаром золота, являючи величне і дивовижне видовище.

З кораблів, що були у Гізеріха, один, який віз статуї, кажуть, загинув, з іншими ж вандали увійшли благополучно в гавань Карфагена».

Прокопій також згадує про юдейські скарби з римського палацу, захоплені римським імператором Титом Веспасіаном в Єрусалимі в I столітті н. е.

## Наслідки
Гейзеріх розділив полонених з Риму між вандалами і маврами, які були учасниками набігу. Бранців, серед яких було багато знатних людей, викуповували за гроші. Про участь церкви в їх звільненні розповів єпископ Віктор Вітенський.
Дочка Євдоксії Євдокія була видана в шлюб з Гунеріхом, сином Гейзеріха. Гунеріх в 477 р. успадковував королівство вандалів та аланів, а в 523 р. королем вандалів став його син від Євдокії Хільдер. Сама Євдоксія та її інша дочка Плацидія через два роки були відпущені в Константинополь.
Рим після набігу вандалів на місяць занурився в безвладдя. У липні 455 року новим імператором був проголошений воєначальник з Галлії Марк Авіт, спільник Аеція і друг готського короля Теодоріха II.
Скарби, награбовані вандалами в Римі, були захоплені візантійською армією в 534 році після розгрому варварського королівства і перевезені в Константинополь.
Набіг вандалів став другим пограбуванням Рима в V ст., зокрема в 410 році він піддавався триденному пограбуванню вестготами Аларіха, в результаті чого частина міста була спалена. Однак саме набіг вандалів справив глибоке враження на сучасників і залишив помітний слід в історіографії. Хоча немає відомостей про вбивства вандалами городян, на відміну від захоплення в 410 р., Гейзеріх не став подібно Аларіху брати під захист церковні храми. За часів Великої Французької революції виник термін «вандалізм» щодо руйнування історичних пам'яток. Термін, незважаючи на свою явну недостовірність, прижився і увійшов в багато мов світу, позначаючи безглузде знищення духовних і матеріальних культурних цінностей.